# Swineshead (Lincolnshire)
Swineshead is een civil parish in het bestuurlijke gebied Boston, in het Engelse graafschap Lincolnshire. In 2001 telde het civil parish 2449 inwoners.